# إيشيتا شارما
إيشيتا شارما (بالهندية: इशिता शर्मा؛ بالإنجليزية: Ishita Sharma) هي ممثلة هندية، ولدت في 8 فبراير 1990 في غايا (الهند) في الهند.

## وصلات خارجية
- إيشيتا شارما على موقع IMDb (الإنجليزية)
- إيشيتا شارما على موقع قاعدة بيانات الفيلم (الإنجليزية)